# Empires of the Undergrowth
Empires of the Undergrowth — це відеогра в управління мурашиними колоніями в швидкому темпі стратегії реального часу. Суміш стратегії і управлінської гри. Появилась 1 грудня 2017 року (PC, Mac, Linux). У ній британські розробники запропонують заснувати мурашину колонію і захищати її від зазіхань агресивно налаштованих членистоногих.
Місії розповідаються з точки зору режисера документальних фільмів, що вивчає мурах, який пропонує розуміння подій колонії. Основним ігровим режимом у ранньому доступі є Formicarium, де ви стаєте власником домашньої колонії унікальних мурашок, що збирають ДНК, оскільки вони працюють над засвоєнням бажаних рис своїх ворогів. Ви можете оновити їх, граючи в разові місії, іноді з домашньою колонією, а іноді з іншими видами мурашок.
Гра дозволяє вирізати і побудувати своє підземне віртуальне гніздо з мурашками відповідно до стратегії. Можна вступити у швидкі темпи колонії проти колонії наземних боїв. Можна грати за різні види мурах і досліджувати їх унікальні риси та слабкі сторони. Мурахи зустрічають небезпечних жуків, павукоподібних та інших членистоногих з якими вступають в бій.
Графічно Empires of the Undergrowth використовує движок Unreal 4. На думку «heise.de» Мурахи і особливо вороги, такі як цвілеві жуки, хижацькі личинки, краби, риболовецькі жахи, різні павуки і, нарешті, але не менш важливо, інші мурашині колонії зображені та анімовані цілком реалістично.